# Kevin Cogan
 (janvier 2018).
Si vous disposez d'ouvrages ou d'articles de référence ou si vous connaissez des sites web de qualité traitant du thème abordé ici, merci de compléter l'article en donnant les références utiles à sa vérifiabilité et en les liant à la section « Notes et références ».
Pas d'image ? Cliquez ici
Kevin Cogan, né le 31 mars 1956 à Culver City, est un pilote automobile américain qui a notamment disputé deux Grands Prix de Formule 1 entre 1980 et 1981 avec RAM et Tyrrell.

## Résultats en championnat du monde de Formule 1[1]
| Saison | Écurie                   | Châssis        | Moteur      | Pneus    | GP disputés | Points inscrits | Classement |
| ------ | ------------------------ | -------------- | ----------- | -------- | ----------- | --------------- | ---------- |
| 1980   | RAM/Rainbow Jeans Racing | Williams FW07B | Cosworth V8 | Goodyear | 0           | 0               | Non classé |
| 1981   | Tyrrell Racing Team      | Tyrrell 010    | Cosworth V8 | Goodyear | 0           | 0               | Non classé |